# 샹팡구

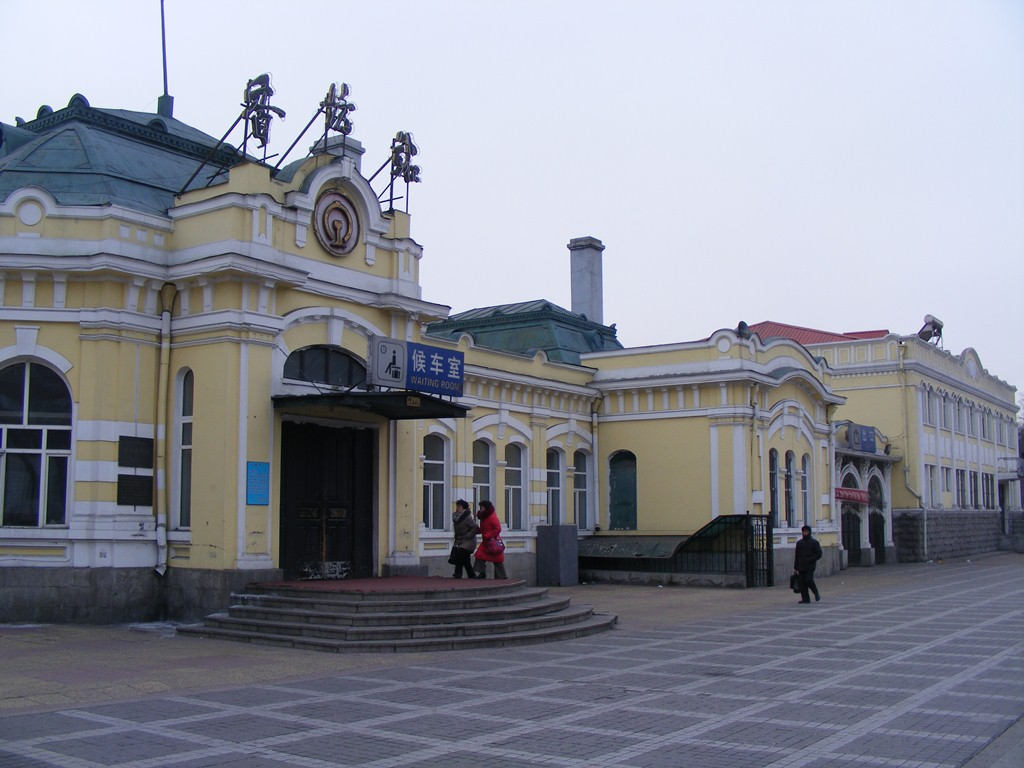

샹팡구(한국어: 향방구, 중국어: 香坊区, 병음: Xiāngfáng Qū)는 중화인민공화국 헤이룽장성 하얼빈시의 행정구역이다. 넓이는 339.5km2이고, 인구는 2007년 기준으로 750,000명이다.

## 행정 구역
20개 가도, 3개 진, 1개 향을 관할한다.
- 가도: 香坊大街街道, 六顺街道, 红旗大街街道, 安埠街道, 通天街道, 新成街道, 铁东街道, 新香坊街道；王兆街道, 安乐街道, 和平路街道, 大庆路街道, 民生路街道, 健康路街道, 黎明街道, 进乡街道, 通乡街道, 哈平路街道，建筑街道, 文政街道.
- 진: 成高子镇, 朝阳镇, 幸福镇.
- 향: 向阳乡.